# Narcotráfico na Colômbia

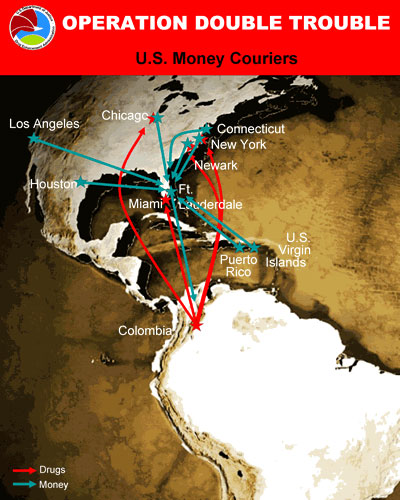
Mapa da DEA que mostra o fluxo de heroína e dinheiro entre a Colômbia e os Estados Unidos.

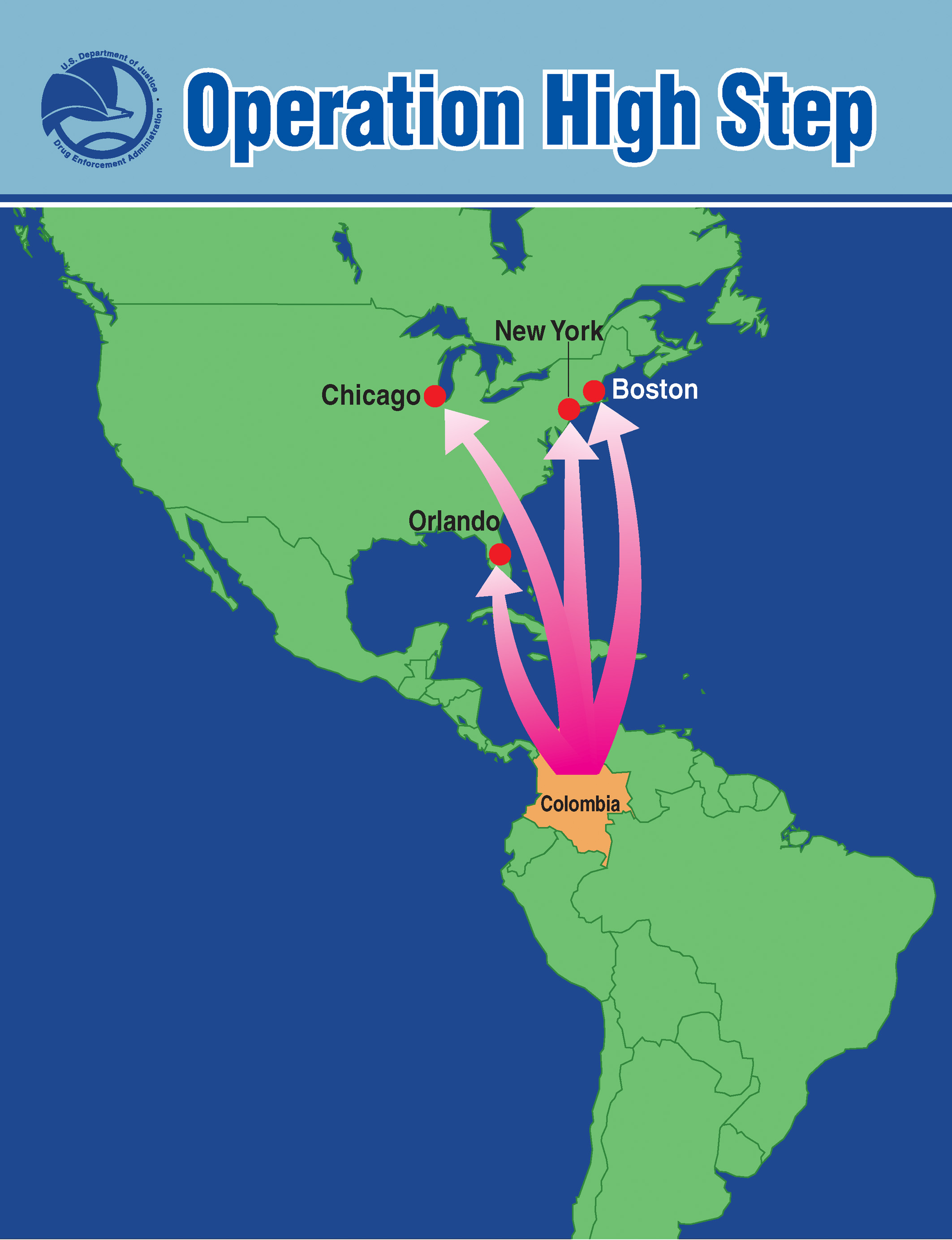
Um mapa mostrando o fluxo de heroína da Colômbia para os Estados Unidos.

Narcotráfico na Colômbia refere-se à evolução histórica da produção e distribuição de drogas ilícitas de efeitos psicotrópicos na Colômbia, desde seus inícios até a atualidade. 
A Colômbia tinha quatro das facções de narcotráfico mais poderosas do mundo, que em alguns lugares criaram uma nova classe social e influenciaram, enormemente, a cultura colombiana. Vários líderes nacionais têm sido acusados de alianças com grupos de narcotraficantes e / ou grupos armados ligados ao narcotráfico para obter poder político e econômico.
O consumo de cocaína, marihuana e outras drogas psicoativas durante as décadas de 1960 e 1970 incrementaram a produção e o processamento destas na Colômbia. A cocaína é produzida em $1500/quilo em laboratórios da selva e poderia ser vendida nas ruas dos Estados Unidos por até $50,000/quilo.  Leis de proibição foram, então, implementadas nos Estados Unidos e na Colômbia para sufocar o efeito negativo das drogas na sociedade e apreender quem as possuem, comercializaram ou distribuíram.
Desde o estabelecimento da guerra contra as drogas, os Estados Unidos e alguns países europeus tem pedido ao governo colombiano ajuda logística e financeira para implementar planos que permitam combater o tráfico de drogas. O programa mais notável tem sido o polêmico "Plano Colômbia", no qual também está destinado a combater os grupos armados ilegais qualificados por estes países como terroristas, entre eles paramilitares e guerrilheiros, que na década de 1980 começaram a financiar suas atividades com esta atividade ilícita.
Apesar destes programas, a Colômbia segue sendo o líder mundial em produção de cocaína com, aproximadamente, 70% da distribuição total do mundo e 90% do processamento, segundo fontes do Departamento de Estado dos Estados Unidos, em 2004.
Em junho de 2008, revelou-se um informe da Secretaria das Nações Unidas contra as Drogas e Delito, que alertava o crescimento do cultivo da cocaína no país durante o ano de 2007. Enquanto que em 2006 os cultivos compreendiam 78.000 hectares, em 2007 aumentaram para 99.000 hectares.
O boom inicial na produção de drogas na Colômbia para exportação teve início com a marijuana na década de 1960, seguida pela cocaína, em meados da década de 1970. Os Estados Unidos intervieram na Colômbia ao longo deste período, na tentativa de cortar o fornecimento dessas drogas para o território estadunidense. Os barões das drogas da Colômbia, como Pablo Escobar e Carlos Lehder foram por muito tempo considerados pelas autoridades de estarem entre os homens mais perigosos, ricos e poderosos do mundo.
Até de 2013, a Colômbia continua sendo o maior produtor de cocaína do mundo.

## Produção de drogas
Entre 1993 e 1999, a Colômbia tornou-se a principal produtora de coca no mundo, juntamente com a cocaína, e um dos principais exportadores de heroína.

## Cartéis de drogas
Durante os anos 1980, com o aumento da demanda, os cartéis se expandiram e se organizaram em grupos criminosos maiores geralmente liderados por um ou mais chefes. Algumas dessas organizações criminosas empreenderam guerras contra o Estado para tentar evitar tratados de extradição com os Estados Unidos e cometeram atos terroristas contra civis, atos que se estenderiam com a guerra entre cartéis. Já nas décadas de 1990 e 2000,  vários destes cartéis consolidaram uma infiltração nas instituições do Estado e ao mesmo tempo consolidam alianças com grupos fora da lei, incluindo guerrilheiros e paramilitares.
Principais cartéis colombianos:
- Cartel de Medellín
- Cartel de Cali
- Cartel del Norte del Valle
- Cartel de la Costa

## Guerrilha e paramilitares
O tráfico de drogas também tem influência sobre o conflito armado colombiano uma vez que constitui uma fonte de financiamento dos movimentos guerrilheiros, como as FARC e o ELN, e dos grupos paramilitares, como a AUC e as Águilas Negras.
As FARC começaram no início da década de 1980 os primeiros movimentos em relação ao cultivo e tráfico de drogas. A inclusão da guerrilha no tráfico de drogas trouxe outro problema, não somente porque se tornaram uma organização narco-guerrilheira, mas também pelo fato de terem implementado as chamadas «vacunas» ou imposto revolucionário. Segundo vários relatórios relativos à segurança, o grupo armado chegou a cobrar $ 40 000 dólares por mês para o funcionamentos de laboratórios e cerca de $ 20 dólares por quilograma distribuído, seja por via terrestre ou fluvial.
Com a desmobilização das Autodefesas Unidas da Colômbia (AUC) em meados de 2006, os chamados grupos emergentes na Colômbia (BACRIM) recuperaram o controle de todas as atividades criminosas deixadas pelo grupo paramilitar e por vários traficantes de drogas. A formação destas organizações insurgentes provocou centenas de vítimas e tem desestabilizado diversos setores comerciais. Acredita-se que em 406 municípios da Colômbia, operam grupos criminosos e que estes fizeram uma aliança estratégica com outros grupos e gangues criminosas como as FARC, o ELN, entre outros. A aliança obedece principalmente o cultivo e tráfico de drogas, uma tarefa que gera renda e sustenta as finanças dessas organizações. De acordo com o governo colombiano, as Bacrim "se vêem como cartéis de drogas que combatem exclusivamente a polícia e demonstram que são grupos com capacidade militar, acampamentos, armas, estrutura hierárquica e aliados com a guerrilha".